# Гарет Кін
Гарет Кін (англ. Gareth Kean, 5 жовтня 1991) — новозеландський плавець.
Учасник Олімпійських Ігор 2012 року.
Призер Ігор Співдружності 2010 року.